# Ephydra afghanica
Ephydra afghanica is een vliegensoort uit de familie van de oevervliegen (Ephydridae). De wetenschappelijke naam van de soort is voor het eerst geldig gepubliceerd in 1961 door Dahl.